# Сентеш, Лазар
Лазар Сентеш (венг. Szentes Lázár, род. 12 декабря 1955, Боньхад, Тольна) — венгерский футболист, игравший на позиции нападающего. По завершении игровой карьеры — тренер. Участник чемпионата мира 1982 года в составе национальной сборной Венгрии.

## Клубная карьера
Во взрослом футболе дебютировал в 1973 году за команду «Сексард», в которой провёл три сезона во втором дивизионе, после чего в течение 1976—1981 годов защищал цвета клуба высшего дивизиона «Залаэгерсег».
Своей игрой за последнюю команду привлёк внимание представителей тренерского штаба клуба «Дьёр», к которому присоединился в 1981 году и отыграл за него 6 сезонов. Большую часть времени, проведённого в составе «Дьёра», был основным игроком атакующей линии команды и одним из главных бомбардиров команды, забивая в среднем в каждом втором матче. За это время дважды завоевал титул чемпиона Венгрии в 1982 и 1983 годах, а в 1984 и 1985 годах был вице-чемпионом Венгрии.
В 1987 году переехал в Португалию, где провёл один сезон в высшем дивизионе за «Виторию» (Сетубал), а завершил карьеру в местных клубах низших лиг «Лолетану» и «Куартейренсе», за которые выступал в течение 1988—1990 годов.

## Карьера в сборной
18 апреля 1982 года дебютировал в официальных матчах в составе национальной сборной Венгрии в товарищеском матче против Перу (1:2), в котором также забил свой дебютный гол.
А уже летом того же года в составе сборной был участником чемпионата мира 1982 года в Испании, где он сыграл в двух матчах и забил гол в знаменитой игре со сборной Сальвадора, завершившейся разгромной победой венгров со счётом 10:1.
В течение карьеры в национальной команде, которая длилась 2 года, провёл в её форме 6 матчей, забив 3 гола.

## Тренерская карьера
Начал тренерскую карьеру вскоре после завершения карьеры игрока, в 1992 году, возглавив тренерский штаб клуба «Дьёр». В дальнейшем Лазар работал в австрийских и венгерских командах низших дивизионов. В 2001 году он возглавил команду «Халадаш», а в 2002 году стал главным тренером команды «Дебрецен» и тренировал клуб из Дебрецена два года, завоевав две бронзовые медали, после чего возглавлял команды «Ломбард», «Залаэгерсег» и «Интеграл-ДАК».
Впоследствии в течение сезона 2008/2009 годов возглавлял тренерский штаб клуба «Уйпешт», а в следующем сезоне 2009/2010 годов тренировал «Ньиредьхазу», заняв 15-е место.
В 2012—2013 годах Сентеш тренировал «Диошдьёр», после чего во второй раз в карьере возглавил «Халадаш». В июле 2015 года Сентеш отправился в саудовский «Аль-Иттихад» (Джидда) по приглашению Ласло Бёлёни, став его помощником. После увольнения румынского специалиста Лазар остался в команде и покинул Саудовскую Аравию только в мае 2017 года.
В сентябре 2017 года он стал главным тренером клуба второго дивизиона «Дьёр», который покинул в следующем году.

## Достижения
«Дьёр»
- Чемпион Венгрии (2): 1981/1982, 1982/1983